# Jörn Bleck-Neuhaus
Jörn Bleck-Neuhaus (* 9. Mai 1942 in Danzig als Jörn Bleck) ist ein deutscher Kernphysiker und Professor der Universität Bremen.

## Leben
Jörn Bleck-Neuhaus verbrachte seine ersten Lebensjahre an seinem Geburtsort Danzig. Ende des Zweiten Weltkriegs flüchtete die Familie nach Hamburg, wo er ab 1948 die Volksschule besuchte. Weitere berufliche Stationen seines Vaters waren Westerland auf Sylt, wo Bleck-Neuhaus seinen Volksschulbesuch bis 1952 fortsetzte und anschließend das Progymnasium Sylt besuchte. Ab 1958 lebte die Familie in Oldenburg in Niedersachsen. Dort besuchte Jörn Bleck-Neuhaus die Hindenburg-Schule, an der er eine fundierte naturwissenschaftliche Bildung erhielt und 1961 das Abitur erwarb.
Von 1961 bis 1967 studierte er Physik an der Universität Göttingen und der Freien Universität Berlin (FU Berlin). Zu seinen akademischen Lehrern gehörte Karl Heinz Lindenberger (Experimentalphysik), der auch seine Diplomarbeit über das magnetische Moment des 2. angeregten Zustands des Kerns 19F betreute.
1970 promovierte er an der Freien Universität Berlin mit einer Arbeit zu kern- und festkörperphysikalischen Untersuchungen. Anschließend war an der FU Berlin als Assistenzprofessor tätig. In den Jahren 1970 und 1971 war er an den Planung des Fachbereichs Physik an der in Gründung befindlichen Universität Bremen beteiligt.
1973 wurde Bleck-Neuhaus zum Professor für Kernphysik an die Universität Bremen berufen. Seine Interessengebiete umfassten hier die Physik im Allgemeinen sowie die Vermittlung physikalischer Denkweisen innerhalb und außerhalb der Universität. Speziell widmete er sich der Umweltphysik sowie deren atom- und kernphysikalischen Grundlagen, später den atmosphärischen Spurengasreaktionen (Ozon, Treibhausgase). Weitere Arbeitsgebiete waren die Nukleare Festkörperphysik, Umweltradioaktivität, die Risiken der Atomenergienutzung, Medizinische Physik sowie Oberflächenphysik des Festkörpers.
Bleck-Neuhaus sammelte besondere Erfahrungen durch langjährige Auslandsaufenthalte in Entwicklungsländern, darunter sechs Jahre zum Aufbau eines Physik-Studienganges an der Universidad Nacional Autónoma de Nicaragua in Managua / Nicaragua (1984–1990) und ein Jahr in Guatemala (1996/97).
2006 ließ sich Bleck-Neuhaus vorzeitig pensionieren. Danach sind mehrere Buchpublikationen entstanden.

## Wirken

### Umweltproblem Radioaktivität
Auf Kernphysik spezialisiert, begann Bleck-Neuhaus in Bremen 1973 mit Studien zur Radioökologie, d. h. zur Verbreitung und Auswirkung geringer Mengen radioaktiver Abfallstoffe. Die erreichten Ergebnisse zeigten, dass die Ungefährlichkeit der (damals noch stark zunehmenden) Atomenergienutzung mit gesichertem Wissen nicht bewiesen werden kann. Diese Arbeiten führten auch zu der in Zusammenarbeit u. a. mit seinen Bremer Kollegen Jens Scheer, Inge Schmitz-Feuerhake und Walther Soyka im Rahmen des Projekts SAIU („Schadstoffbelastung am Arbeitsplatz und in der Industrieregion Unterweser“) verfassten Schrift Zum richtigen Verständnis der Kernindustrie: 66 Erwiderungen, die einer weitverbreiteten Werbeschrift der Atomindustrie zur Reaktorsicherheit widersprach, bald zu einem „Standardwerk der Anti-AKW-Szene“ avancierte und mehrere Auflagen erlebte. Die experimentellen Arbeiten dieser Zeit flossen später in die 1986 (nach Tschernobyl) neu gegründete „Landesmessstelle für Radioaktivität“ und deren radioökologische Forschungen ein.

### Physik in Bremen: Forschung und Lehre im neuen Verständnis
Bleck-Neuhaus arbeitete ab 1973 an der Planung eines neuen Studiengangs „Physik“ in Bremen und an seiner Umsetzung mit.
Dabei wurde er geleitet von einer differenzierten Vorstellung der Physik, die sowohl den durch sie ermöglichten Erkenntnisgewinn und technischen Fortschritt als auch die mitunter schädlichen Konsequenzen berücksichtigt, wie z. B. Ozonloch oder Globale Erwärmung, die wiederum oft gerade verbesserter Messmethoden wegen früh erkennbar werden. Als Formen der Lehrveranstaltungen setzte man statt traditioneller Vorlesungen fast nur noch „Projekte“ ein. Es dominierte die gemeinsame Arbeit in kleinen Gruppen von Studenten, Dozenten und technischen Mitarbeitern, die sich vorrangig jenen Anwendungen der Physik widmeten, die in der Arbeitswelt oder Umwelt die Probleme mit verursachen, oder aber helfen können, solche aufzudecken. Diese vehementen Reformpositionen ließen sich aber auf Dauer so nicht halten und wurden zugunsten der traditionellen Lehrformen und -Inhalte schrittweise wieder aufgegeben.

### Erfahrungen aus Nicaragua
Bleck-Neuhaus arbeitete seit 1984 in Nicaragua am Aufbau des Studiengangs Physik der Universidad Nacional Autónoma de Nicaragua (UNAN). Nicaragua war damals eines der ärmsten Länder Mittel- und Südamerikas. Bei der Planung und Durchführung der Lehrveranstaltungen bestand die besondere Aufgabe darin, den Bildungs- und Erfahrungsmöglichkeiten der nicaraguanischen Studenten gerecht zu werden, da nach Bleck-Neuhaus' Erfahrung weder das reformorientierte Konzept des Projektstudiums aus Bremen noch das der traditionellen deutschen Lehrformen dabei einfach einsetzbar war.
In Nicaragua ging es Bleck-Neuhaus deshalb nach eigener Aussage hauptsächlich darum, mit den Studenten und Studentinnen die Grundlagen des Experimentierens, das genaue Beobachten, das Analysieren der eigenen Beobachtungen und das kritische und selbstkritische Arbeiten mit Lehrbüchern zu üben, ohne nach dem einen oder dem anderen der genannten Muster „typisch deutsch“ vorzugehen. Der Bedarf an mehr naturwissenschaftlicher und speziell physikalischer Ausbildung war für Bleck-Neuhaus dagegen offenkundig: Nach dem erfolgreichen Aufstand (1979) gegen eine verhasste Dynastie von Diktatoren erforderte die Möglichkeit einer eigenen Entwicklung die Ausbildung wissenschaftlicher Fachkräfte, die die Zukunft des Landes selber mitgestalten können.
So entstand ein Praktikum-Labor zur Herstellung von Solarzellen – das einzige Physik-Labor für Studenten in Nicaragua überhaupt. Begonnen wurde auch mit Strahlenmessungen in den radiologischen Kliniken, aus denen etwas später die nicaraguanische Strahlenschutzbehörde hervorging.
Nützlich waren die dort gesammelten Erfahrungen später auch in Guatemala, wo Bleck-Neuhaus in den Jahren 1996/1997 an der Universidad de San Carlos de Guatemala (USAC) ein Messlabor zur Umweltradioaktivität aufbauen half.

### Nukleare Festkörperphysik
Von 1990 bis 1997 lag das Arbeitsthema von Bleck-Neuhaus wieder in der physikalischen Grundlagenforschung: Wie reagieren hoch ionisierte Atome oder sogar „nackte Kerne“, wenn sie im Vakuum auf eine Metalloberfläche zufliegen? Sie saugen zahlreiche Elektronen heraus und bilden daraus die damals neu entdeckten sog. „hohlen Atome“, bis sie entweder in den Festkörper eindringen oder von ihm abprallen. Physikalisch interessant ist dabei, wie die Oberfläche auf die ungeheuer starken lokalen elektrischen Felder reagiert, wann und wie viele Elektronen austreten und wie diese sich in den Orbitalen des Projektil-Ions anordnen. Experimente hierzu wurden von seiner Forschungsgruppe in enger Kooperation mit Nikolaus Stolterfoht in Caen (Frankreich) und Berlin gemacht, die theoretischen Modelle dazu entwickelte er mit seiner Gruppe in Bremen.

### Umweltphysik
Seit 1998 arbeitete Bleck-Neuhaus zu Problemen der atmosphärischen Umweltphysik. Es ging ihm um das genauere Verständnis der physikalischen und chemischen Reaktionen von Halogenverbindungen, die z. B. zum Ozonabbau beitragen können. Diese Reaktionen erzeugen kurzlebige Zwischenprodukte, deren chemisches und photochemisches Verhalten noch genauer untersucht werden musste, um die notwendigen Daten für optische Fernerkundungsmessungen, Modellrechnungen und Zukunftsprognosen zu erhalten.
Daneben engagierte er sich im Aufbau des internationalen Masterstudiums Environmental Physics, das der steigenden Bedeutung sowohl dieses Fachgebiets als auch der globalen Ausrichtung der Wissenschaften gerecht werden sollte. Der Studiengang wurde Anfang der 2000er Jahre eingerichtet und wird heute (Stand 2020) weiterhin angeboten.

## Publikationen (Auswahl)
- Autorengruppe des Projektes SAIU an der Universität Bremen: Klaus Bätjer, Klaus Begemann, Jörn Bleck, u. a.: Zum richtigen Verständnis der Kernindustrie: 66 Erwiderungen. Oberbaumverlag, Berlin 1975, ISBN 3-87628-097-4 (Inhaltsverzeichnis [PDF]).
- Viel versprechen, wenig halten – Umweltschutzpolitik bei einer Atomanlage im Land Niedersachsen. Universität Bremen, Presse- und Informationsamt, Bremen 1979.
- Jörn Bleck; Inge Schmitz-Feuerhake: Die Wirkung ionisierender Strahlung auf den Menschen. Universität Bremen, Presse- und Informationsamt, Bremen 1979.
- Strahlenbelastung durch Radiojod-Abgaben aus dem geplanten Kernkraftwerk Wyhl – Gutachten zur Strahlenbelastung der Schilddrüse durch radioaktives Jod-131 für den Verwaltungsgerichtshof Baden-Württemberg. Universität Bremen, Presse- und Informationsamt, Druckschriftenlager, Bremen 1982.
- Elementare Teilchen – Moderne Physik von den Atomen bis zum Standard-Modell (Springer-Lehrbuch). Springer, Berlin; Heidelberg 2010, ISBN 978-3-540-85299-5.
- Elementare Teilchen – Von den Atomen über das Standard-Modell bis zum Higgs-Boson. 2. Auflage. Springer, Berlin; Heidelberg 2013, ISBN 978-3-642-32579-3.
- Elementare Teilchen – Von den Atomen über das Standard-Modell bis zum Higgs-Boson. 2. Auflage, Online-Ausgabe. Springer Spektrum, Berlin; Heidelberg 2013, ISBN 978-3-642-32578-6.
- Waldemar Bauer, Jörn Bleck-Neuhaus, Rainer Dombois, Ingo Wehrtmann: Forschungsprojekte entwickeln. Von der Idee bis zur Publikation. Ein Leitfaden für die Praxis. Nomos UTB, Baden-Baden 2016, ISBN 978-3-8252-4626-6.
- Waldemar Bauer, Jörn Bleck-Neuhaus, Rainer Dombois, Ingo Wehrtmann: Forschungsprojekte entwickeln. Von der Idee bis zur Publikation. 2. Auflage. Nomos Verlagsgesellschaft, Baden-Baden 2018, ISBN 978-3-8487-3993-6.